# Equilibrio de espín
El equilibrio de espín se puede dar en un sistema extendido, cuando son posibles dos fases magnéticas. Típicamente, el momento magnético lo aportan metales de transición. Según su población electrónica, algunos metales de transición pueden presentar estado de alto espín o de bajo espín, y se encuentran en uno u otro dependiendo del campo de ligandos.
Por efecto de la presión o de la temperatura, que afectan a la estructura cristalina, las esferas de coordinación de estos iones metálicos pueden sufrir deformaciones, fortaleciendo o debilitando el campo de ligandos. El equilibrio de espín se da en las condiciones en que una variación continua de la presión o la temperatura ocasiona una variación continua en la señal magnética de la muestra.

## Transición de espín
Un fenómeno íntimamente relacionado es la transición de espín, que se da cuando en un sistema de equilibrio de espín el paso de alto a bajo espín se produce de forma cooperativa. Así, mientras que un equilibrio de espín es una transición suave, la llamada transición de espín es una transición brusca, donde las esferas de coordinación de cada ion se ven muy afectadas por el estado de sus vecinas. En los fenómenos de transición de espín es habitual encontrar histéresis.